# Can Pou (Bigues)
Can Pou és una masia del poble de Bigues, en el terme municipal de Bigues i Riells del Fai, a la comarca catalana del Vallès Oriental.
Es troba en el sector central del terme, a ponent del sector nord de la urbanització de Can Barri, en el vessant sud-est del Turó, on hi ha la Parròquia de Bigues i l'església parroquial de Sant Pere de Bigues. És al carrer del Rubiol, del sector de ponent de la urbanització de Can Barri.